# Grče
Grče so naselje v Občini Žalec. Ustanovljeno je bilo leta 2003 iz dela ozemlja naselja Kale.